# Tríplice Coroa da Atuação
Tríplice Coroa da Atuação (em inglês: Triple Crown of Acting) é um termo utilizado pela indústria do entretenimento estadunidense para descrever atores que venceram os Prêmios da Academia, o Prêmio Emmy e o Prêmio Tony em categorias envolvendo atuação. Até junho de 2019, vinte e quatro pessoas haviam conquistado a tríplice coroa da atuação, sendo 15 mulheres e nove homens. Em 1953, Helen Hayes tornou-se a primeira pessoa a alcançar tal marca após receber o Prêmio Emmy de Melhor Atriz. No mesmo ano, Thomas Mitchell tornou-se o primeiro ator masculino a alcançar a marca após receber o Prêmio Tony de Melhor Ator em Musical. Hayes, Rita Moreno e Viola Davis são as únicas pessoas da lista que também possuem um Prêmio Grammy, integrando também o grupo dos "EGOT".

## Vencedores da Tríplice Coroa
- O ano nas colunas "Óscar", "Emmy" e "Tony" indica o ano em que o ator/atriz venceu pela primeira vez o prêmio (o ano da cerimônia).
- A coluna "Total de vitórias" indica o total de prêmios que o ator/atriz recebeu nas três premiações.

| Ator/Atriz          | Ano  | Óscar | Emmy | Tony | Total de vitórias | Ref.   |
| ------------------- | ---- | ----- | ---- | ---- | ----------------- | ------ |
| Helen Hayes         | 1953 | 1932  | 1953 | 1947 | 5                 |        |
| Thomas Mitchell     | 1953 | 1940  | 1953 | 1953 | 3                 | [ 2 ]  |
| Ingrid Bergman      | 1960 | 1945  | 1960 | 1947 | 6                 |        |
| Shirley Booth       | 1962 | 1953  | 1962 | 1949 | 6                 |        |
| Melvyn Douglas      | 1968 | 1964  | 1968 | 1960 | 4                 |        |
| Paul Scofield       | 1969 | 1967  | 1969 | 1962 | 3                 |        |
| Jack Albertson      | 1975 | 1969  | 1975 | 1965 | 4                 |        |
| Rita Moreno         | 1977 | 1962  | 1977 | 1975 | 4                 |        |
| Maureen Stapleton   | 1982 | 1982  | 1968 | 1951 | 4                 |        |
| Jason Robards       | 1988 | 1977  | 1988 | 1959 | 4                 |        |
| Jessica Tandy       | 1990 | 1990  | 1988 | 1948 | 5                 | [ 3 ]  |
| Jeremy Irons        | 1997 | 1991  | 1997 | 1984 | 4                 | [ 4 ]  |
| Anne Bancroft       | 1999 | 1963  | 1999 | 1958 | 4                 | [ 5 ]  |
| Vanessa Redgrave    | 2003 | 1978  | 1981 | 2003 | 4                 | [ 6 ]  |
| Maggie Smith        | 2003 | 1970  | 2003 | 1990 | 7                 | [ 7 ]  |
| Al Pacino           | 2004 | 1993  | 2004 | 1969 | 5                 | [ 8 ]  |
| Geoffrey Rush       | 2009 | 1997  | 2005 | 2009 | 3                 | [ 9 ]  |
| Ellen Burstyn       | 2009 | 1975  | 2009 | 1975 | 4                 | [ 10 ] |
| Christopher Plummer | 2012 | 2012  | 1977 | 1974 | 5                 | [ 11 ] |
| Helen Mirren        | 2015 | 2007  | 1996 | 2015 | 6                 | [ 12 ] |
| Frances McDormand   | 2015 | 1997  | 2015 | 2011 | 4                 | [ 13 ] |
| Jessica Lange       | 2016 | 1983  | 2009 | 2016 | 6                 | [ 14 ] |
| Viola Davis         | 2017 | 2017  | 2015 | 2001 | 4                 | [ 15 ] |
| Glenda Jackson      | 2018 | 1971  | 1972 | 2018 | 5                 | [ 16 ] |

## Descrição
| Ator            | Descrição |
| --------------- | --- |
| Helen Hayes     | A atriz estadunidense Helen Hayes (1900–1993) foi a primeira atriz a alcançar a Tríplice Coroa da Atuação em 1953. Hayes foi indicada a 9 prêmios Emmy, 3 prêmios Tony e 2 Prêmios da Academia, totalizando 14 indicações. A atriz venceu dois Prêmios da Academia, dois prêmios Tony e um Emmy, totalizando cinco vitórias. Além disso, Hayes venceu um Prêmio Grammy de Melhor Álbum Falado, sendo um dos dois únicos na lista a integrar também os "EGOT". |
| Helen Hayes     | - Óscar de Melhor Atriz - The Sin of Madelon Claudet (1932) - Prêmio Tony de Melhor Atriz em Peça - Happy Birthday (1947) - Prêmio Emmy de Melhor Atriz (1953) - Prêmio Tony de Melhor Atriz em Peça - Time Remembered (1958) - Óscar de Melhor Atriz Coadjuvante - Airport (1971) |
| Thomas Mitchell | O ator estadunidense Thomas Mitchell (1892–1962) concluiu a tríplice coroa em 1953, dois meses após Helen Hayes. Mithcell foi indicado a 3 prêmios Emmy, 2 Prêmios da Academia e um Prêmio Tony, totalizando 6 indicações. Mitchell venceu três das indicações ao longo de sua carreira. |
| Thomas Mitchell | - Óscar de Melhor Ator Coadjuvante - Stagecoach (1940) - Prêmio Emmy do Primetime de Melhor Ator (1953) - Prêmio Tony de Melhor Ator em Musical - Hazel Flagg (1953) |
| Ingrid Bergman  | A atriz sueca Ingrid Bergman (1915–1982) concluiu a tríplice coroa em 1960. Bergman foi indicada a 7 Prêmios da Academia, 3 prêmios Emmy e 1 prêmio Tony, totalizando 11 indicações. Bergman é a única atriz da lista vencedora de três Prêmios da Academia. |
| Ingrid Bergman  | - Óscar de Melhor Atriz - Gaslight (1944) - Prêmio Tony de Melhor Atriz em Peça - Joan of Lorraine (1947) - Óscar de Melhor Atriz - Anastasia (1957) - Prêmio Emmy de Melhor Atriz - Startime (1960) - Óscar de Melhor Atriz Coadjuvante - Murder on the Orient Express (1975) - Prêmio Emmy de Melhor Atriz - A Woman Called Golda (1982) |
| Geoffrey Rush   | O ator australiano Geoffrey Rush (nascido em 1951) completou a tríplice coroa em 2009. Rush foi indicado a 4 Prêmios da Academia, 2 prêmios Emmy e 1 prêmio Tony, totalizando 7 indicações e 3 vitórias. |
| Geoffrey Rush   | - Óscar de Melhor Ator - Shine (1997) - Prêmio Emmy de Melhor Ator em Minissérie - The Life and Death of Peter Sellers (2005) - Prêmio Tony de Melhor Ator em Peça de Teatro - Exit the King (2009) |
| Jessica Lange   | A atriz estadunidense Jessica Lange (nascida em 1949) completou a tríplice coroa em 2016. Lange foi indicada a 10 prêmios Emmy, seis Prêmios da Academia e 1 prêmio Tony, totalizando 17 indicações e seis vitórias. |
| Jessica Lange   | - Óscar de Melhor Atriz Coadjuvante - Tootsie (1983) - Óscar de Melhor Atriz - Blue Sky (1995) - Prêmio Emmy de Melhor Atriz em Minissérie - Grey Gardens (2009) - Prêmio Emmy de Melhor Atriz Coadjuvante em Minissérie - American Horror Story: Murder House (2012) - Prêmio Emmy de Melhor Atriz Coadjuvante em Minissérie - American Horror Story: Coven (2014) - Prêmio Tony de Melhor Atriz em Peça - Long Day's Journey into Night (2016)              |
| Viola Davis     | A atriz estadunidense Viola Davis (nascida em 1965) completou a tríplice coroa em 2017. Davis é a primeira atriz afro-americana a integrar o grupo, e atualmente a mais jovem. A atriz foi indicada a três Prêmios da Academia, três prêmios Tony e cinco prêmios Emmy, totalizando 11 indicações e 4 vitórias. |
| Viola Davis     | - Prêmio Tony de Melhor Atriz em Peça de Teatro - King Hedley II (2001) - Prêmio Tony de Melhor Atriz em Peça de Teatro - Fences (2010) - Prêmio Emmy de Melhor Atriz em Série Dramática - How to Get Away with Murder (2015) - Óscar de Melhor Atriz Coadjuvante - Fences (2017) |
| Glenda Jackson  | A atriz britânica Glenda Jackson (nascida em 1936) concluiu a tríplice coroa em 2018. Jackson foi indicada a 5 prêmios Tony, 4 Prêmios da Academia e 4 prêmios Emmy, totalizando 13 indicações e 5 vitórias. |
| Glenda Jackson  | - Óscar de Melhor Atriz - Women in Love (1971) - Prêmio Emmy de Melhor Atriz Principal - Elizabeth R (1972) - Prêmio Emmy de Melhor Atriz Principal em Série Dramática - Elizabeth R (1972) - Óscar de Melhor Atriz - A Touch of Class (1974) - Prêmio Tony de Melhor Atriz em Peça - Three Tall Women (2018) |